# Định luật eponymy của Stigler
Định luật eponymy của Stigler (tiếng Anh: Stigler's law of eponymy), do giáo sư thống kê Stephen Stigler của Đại học Chicago đề xuất trong ấn phẩm "Stigler's law of eponymy" năm 1980 của ông, tuyên bố rằng không có khám phá khoa học nào được đặt theo tên của người phát hiện ra nó. Các ví dụ bao gồm Định luật Hubble, được Georges Lemaître đưa ra 2 năm trước khi Edwin Hubble tuyên bố nó; Định lý Pythagoras, được các nhà toán học Babylon biết đến trước Pythagoras; và Sao chổi Halley, được các nhà thiên văn học quan sát ít nhất từ năm 240 trước Công nguyên (mặc dù tên gọi chính thức của nó là do dự đoán toán học đầu tiên về hiện tượng thiên văn như vậy trên bầu trời, chứ không phải do phát hiện ra nó). Chính Stigler đã cho rằng nhà xã hội học Robert K. Merton mới chính là người phát hiện ra "định luật Stigler" để chứng tỏ rằng nó tuân theo quy luật riêng của nó, mặc dù hiện tượng này trước đó đã được những người khác ghi nhận.